# Gianna Michaels
Gianna Michaels ou Gianna, née le 6 juin 1983 à Seattle, dans l'État de Washington, est une actrice pornographique américaine.

## Biographie
Pour son premier travail, Gianna est serveuse dans un restaurant rapide de Seattle appelé Dick's Drive-In (en). Elle se tourne ensuite vers le mannequinat. Pendant sa carrière de top-model, elle participe à des photos de nu, puis s'oriente vers le X en 2004, à l'âge de 21 ans.
Sa réputation s'est bâtie sur sa forte poitrine naturelle (34DD-27-38, soit 90E pour 1,78 m et 66 kg en 2008) et sur l'apparent plaisir qu'elle prend lors du tournage des scènes de sexe de ses films. Elle a la particularité de cracher sur le sexe de ses partenaires et de rire parfois aux éclats pendant les rapports. Gianna est connue pour avoir tourné particulièrement beaucoup de scènes interraciales avec des hommes afro-américains. Sa filmographie complète compte plus de 500 tournages et apparitions. 
En 2007, elle a remporté la Best Group Sex Scene Video aux AVN Awards et la Most Original Sex Sequence au Festival International de Cinéma Érotique de Barcelone. En 2008, elle a remporté la Unsung Starlet of the Year, Best Sex Scene in a Foreign-Shot Production et Best All-Sex Release aux AVN Awards.
En 2009, elle a été nommée trois fois aux AVN Awards. Elle fait sa première scène anale en 2009 dans Big Wet Asses 15.
Elle fait une courte apparition dans le film d'Alexandre Aja Piranha 3-D dans une scène où sa poitrine est largement mise en valeur, mais elle finit la moitié inférieure du corps dévorée par les poissons carnivores. En 2012, elle tourne dans This Isn't Piranha 3DD, un porno qui se moque de la suite de Piranha 3D, Piranha 2 3D.
En 2010, Gianna apparait dans la vidéo Do Something du groupe de hiphop Dyme Def.
En 2024, depuis près d'une dizaine d'années[réf. nécessaire], elle s'est retirée de l'industrie pornographique et se consacre à sa vie.

## Récompenses
- 2007 : AVN Award – Best Group Sex Scene, Video – a 12-person group scene in Fashionistas Safado: The Challenge (Evil Angel).
- 2007 : FICEB Ninfa – Most Original Sex Sequence – a 12-person group scene in Fashionistas Safado
- 2007 : XRCO award - Best On-Screen Chemistry - Fashionistas: Safado
- 2007 : CAVR Award - Star of the year
- 2008 : AVN Award – Unsung Starlet of the Year
- 2008 : AVN Award – Best Sex Scene in a Foreign-Shot Production – 10-person group scene in Furious Fuckers Final Race
- 2008 : AVN Award – Best All-Sex Release – G for Gianna
- 2011 : Urban X Awards – Best Three-Way Sex Scene (avec Justin Long et Sophie Dee).